# 野並浩
野並 浩(のなみ ひろし、1955年1月 - )は、日本の農業工学者・植物水分生理学者。Doctor of Philosophy（米国イリノイ大学大学院）。愛媛大学教授。日本学術会議連携会員、日本農業工学フェロー、日本生物環境工学会副会長などを歴任。専門は植物生体計測学、植物水分生理学、質量分析学、太陽光植物工場のスピーキング・セル・アプローチに関わる研究。

## 来歴

### 生い立ち
1955年、高知県中村市（現、四万十市）に生まれる。九州大学農学部農学科に進んで園芸学を学んだ。1978年同大学を卒業後、同大学院農学研究科修士課程の学生として、九州大学生物環境調節研究センターで生物環境調節学を学び、修士の学位を1980年に取得した。その後、米国イリノイ大学大学院植物科学科博士課程に進学した。そして、植物生理学を専攻し、John S. Boyer教授に師事し、1986年にPh.D.を取得した。1981年からBoyer教授の研究所手をつとめ、1986年までイリノイ大学助手として働いた。1986年独国バイロイト大学のErnst-Detlef Schulze教授の研究所手を務めた。1987年から米国テキサスA&M大学のJohn S. Boyer教授の研究助手となり、同年にBoyer教授と共に米国デラウェアー大学へ移籍した。1988年から愛媛大学農学部橋本康教授の研究室の助教授として採用され、1996年に現職の愛媛大学農学部教授に就任した。日本生物環境調節学会、日本生物環境工学会の理事として学会の発展に貢献し、とくに英文誌Environmental Control in Biologyの編集に関わり、学術誌としての発展に尽力している。

### 研究活動
九州大学生物環境調節研究センターの松井教授のもとで、湿度制御について研究から、植物水分生理に興味を持ち、当時水分生理で世界的な権威であったイリノイ大学大学院のJohn S. Boyer教授の門下に入った 。プレッシャープローブの発明者のErnst Steudle教授がイリノイ大学客員教授として在籍しており、Steudle教授とBoyer教授の協力で、プレッシャープローブを用いての細胞水分生理の研究に着手した。M.B. Kirkhamの著書で、米国で最初の細胞レベルでの水分生理研究成果であることが紹介されている。さらに、ドイツ国バイロイト大学のE.-D. Schulze教授と細胞レベルの研究を発展させた。葉の気孔の周りの細胞水分生理学の研究である。その後、水ストレス下での植物細胞の伸長機構について米国のJ.S. Boyer教授と研究を行い、成長に伴う水ポテンシャル計測を細胞レベルで、非破壊状態の植物で計測し、植物細胞水分生理学の発展に貢献した。
愛媛大学で橋本康教授と共に植物生体計測について、1990年にデューク大学のPaul J. Kramer教授らと共同で著書をまとめ、新しい植物科学における計測法の提唱を行っている。また並行して、1993年に橋本康教授らと将来の植物工場のあり方の指針となる「The Computerized Greenhouse」を出版し、生体計測と植物工場の制御の融合について示唆した。同時期、新しい計測法としてマトリックス支援レーザー脱離イオン化質量分析（MALDI－MS）のためのレーザーイオン化マトリックスの開発を開始した。国内では最初のMALDIの糖・核酸・タンパク質分析に有効なマトリックスをブエノスアイレス大学のRosa Erra-Balsells教授、島津製作所との共同で開発している。2002年には島津製作所の共同研究者の田中耕一氏がMALDI-MSのソフトイオン化に関する基礎研究でノーベル化学賞を受賞している。
細胞水分生理と質量分析を融合させるために、プレッシャープローブを用いて細胞からサンプリングした細胞溶液の質量分析法を開発した。最初に、細胞溶液の分析をMALDI-MSとの組み合わせで行った。リアルタイム質量分析を行うために、山梨大学の平岡賢三教授との共同研究で探針エレクトロスプレーイオン化を実行し、植物組織のみでなく、タンパク質など分子の前処理なしの連続分析を成功させている。プレッシャープローブで細胞の水分状態を計測したあと、細胞溶液を同じ細胞から直接、プレッシャープローブで採集し、プレッシャープローブイオン化を行うことで質量分析を行うことに成功している。これらの成果から、プレッシャープローブを用いることで、植物をほとんど破壊することなく、リアルタイム・オンサイト計測が細胞レベルでできる可能性が出てきた。植物工場に適用することで、環境情報との同時計測によるスピーキング・セル・アプローチの可能性が期待できる 。

### 公的活動
旧日本生物環境調節学会、日本生物環境工学会の英文誌Environmental Control in BiologyのEditor-in-Chiefを務め、学会誌の国際化に貢献した。2006年から第20期、第21期、第22期日本学術会議連携会員として農業工学分野を中心に学術の発展に貢献した。とくに、2011年の「知能的太陽光植物工場の新展開」日本学術会議報告では、分科会の幹事として貢献が大きく、今後の植物工場の発展のあり方について発信した。

## 賞歴
- 1990年 - 日本植物工場学会学術奨励賞
- 2001年 - 日本生物環境調節学会賞
- 2006年 - 米国園芸学会誌論文賞
- 2006年 - 日本生物環境調節学会貢献賞
- 2010年 - 日本生物環境工学会フェロー
- 2012年 - Best Paper Award of The 2012 International Conference of Systems Biology and Bioengineering
- 2012年 - 日本生物環境工学会50周年記念功績賞
- 2012年 - 日本生物環境工学会国際学術貢献賞
- 2013年 - 日本農業工学会フェロー

## 関連事項
- 日本生物環境工学会編集委員会
- 日本作物学会編集委員会
- 日本質量分析学会編集委員会